# Supercopa da Espanha de 2013
A Supercopa da Espanha 2013 foi a 30ª edição do torneio. Foi disputada em partida de ida e volta entre o campeão do Campeonato Espanhol (Barcelona) e o campeão da Copa do Rei da Espanha (Atlético de Madrid), ambas na temporada 2012/2013.

## Transmissão

### No Brasil
No Brasil, os jogos foram transmitidos pelo canal aberto TV Esporte Interativo.

## Participantes
| Equipe             | Classificação                   |
| ------------------ | ------------------------------- |
| Barcelona          | Campeão La Liga de 2012–13      |
| Atlético de Madrid | Campeão Copa del Rey de 2012-13 |

## Final

### Jogo de ida
| 21 de agosto de 2013 | Atlético de Madrid | 1 – 1     | Barcelona  | Estádio Vicente Calderón, Madrid                      |
| 23:00                | David Villa 11'    | Relatório | Neymar 67' | Público: 54 851 Árbitro: ESP Alberto Undiano Mallenco |

| Atlético Madrid | Barcelona |

|               |    |                    |     |     |
|               |    |                    |     |     |
| GK            | 13 | Thibaut Courtois   |     |     |
| RB            | 20 | Juanfran           | 36' |     |
| CB            | 2  | Diego Godín        |     |     |
| CB            | 23 | Miranda            |     |     |
| LB            | 3  | Filipe Luís        | 39' |     |
| MF            | 4  | Mario Suárez       | 56' |     |
| MF            | 14 | Gabi (c)           |     |     |
| RW            | 6  | Koke               |     | 73' |
| LW            | 19 | Diego Costa        |     | 79' |
| AM            | 10 | Arda Turan         |     | 76' |
| FW            | 9  | David Villa        |     |     |
| Substitutos:  |    |                    |     |     |
| GK            | 1  | Daniel Aranzubia   |     |     |
| DF            | 22 | Emiliano Insúa     |     |     |
| DF            | 24 | Martín Demichelis  |     |     |
| MF            | 5  | Tiago              |     |     |
| MF            | 11 | Cristian Rodríguez |     | 79' |
| MF            | 27 | Óliver             |     | 73' |
| FW            | 21 | Léo Baptistão      |     | 76' |
| Treinador:    |    |                    |     |     |
| Diego Simeone |    |                    |     |     |

|                 |    |                     |     |     |
|                 |    |                     |     |     |
| GK              | 1  | Víctor Valdés       |     |     |
| RB              | 22 | Daniel Alves        |     |     |
| CB              | 3  | Gerard Piqué        |     |     |
| CB              | 14 | Javier Mascherano   |     |     |
| LB              | 18 | Jordi Alba          | 60' |     |
| DM              | 16 | Sergio Busquets     | 43' |     |
| CM              | 6  | Xavi (c)            |     | 89' |
| CM              | 8  | Andrés Iniesta      |     |     |
| RW              | 9  | Alexis Sánchez      |     |     |
| LW              | 7  | Pedro               |     | 59' |
| CF              | 10 | Lionel Messi        |     | 46' |
| Substitutos:    |    |                     |     |     |
| GK              | 13 | José Manuel Pinto   |     |     |
| DF              | 2  | Martín Montoya      |     |     |
| MF              | 4  | Cesc Fàbregas       |     | 46' |
| MF              | 12 | Jonathan dos Santos |     |     |
| MF              | 17 | Alex Song           |     | 89' |
| FW              | 11 | Neymar              | 86' | 59' |
| FW              | 20 | Cristian Tello      |     |     |
| Treinador:      |    |                     |     |     |
| Gerardo Martino |    |                     |     |     |

### Jogo de volta
| 28 de agosto de 2013 | Barcelona | 0 – 0     | Atlético de Madrid | Estádio Camp Nou, Barcelona                           |
| 23:00                |           | Relatório |                    | Público: 74 536 Árbitro: ESP David Fernández Borbalán |

| Barcelona | Atlético Madrid |

|                 |    |                   |     |     |
|                 |    |                   |     |     |
| GK              | 1  | Víctor Valdés     |     |     |
| RB              | 22 | Daniel Alves      |     |     |
| CB              | 3  | Gerard Piqué      | 54' |     |
| CB              | 14 | Javier Mascherano |     |     |
| LB              | 18 | Jordi Alba        |     |     |
| DM              | 16 | Sergio Busquets   | 30' |     |
| CM              | 6  | Xavi (c)          |     |     |
| CM              | 4  | Cesc Fàbregas     | 28' | 73' |
| RW              | 9  | Alexis Sánchez    |     | 65' |
| LW              | 11 | Neymar            |     |     |
| CF              | 10 | Lionel Messi      | 89' |     |
| Substitutos:    |    |                   |     |     |
| GK              | 13 | José Manuel Pinto |     |     |
| DF              | 2  | Martín Montoya    |     |     |
| DF              | 15 | Marc Bartra       |     |     |
| MF              | 8  | Andrés Iniesta    |     | 73' |
| MF              | 17 | Alex Song         |     |     |
| FW              | 7  | Pedro             |     | 65' |
| FW              | 20 | Cristian Tello    |     |     |
| Treinador:      |    |                   |     |     |
| Gerardo Martino |    |                   |     |     |

|               |    |                    |       |     |
|               |    |                    |       |     |
| GK            | 13 | Thibaut Courtois   |       |     |
| RB            | 20 | Juanfran           |       |     |
| CB            | 2  | Diego Godín        | 88'   |     |
| CB            | 23 | Miranda            |       |     |
| LB            | 3  | Filipe Luís        | 81'   |     |
| CM            | 4  | Mario Suárez       |       |     |
| CM            | 14 | Gabi (c)           | 81'   |     |
| RW            | 6  | Koke               | 26'   | 89' |
| LW            | 10 | Arda Turan         | 90+1' | 72' |
| AM            | 19 | Diego Costa        | 85'   |     |
| CF            | 9  | David Villa        |       | 84' |
| Substitutos:  |    |                    |       |     |
| GK            | 1  | Daniel Aranzubia   |       |     |
| DF            | 24 | Martín Demichelis  |       |     |
| MF            | 5  | Tiago              |       |     |
| MF            | 8  | Raúl García        |       |     |
| MF            | 11 | Cristian Rodríguez |       | 84' |
| FW            | 7  | Adrián             |       | 72' |
| FW            | 21 | Léo Baptistão      |       | 89' |
| Treinador:    |    |                    |       |     |
| Diego Simeone |    |                    |       |     |

## Campeão
| Supercopa da Espanha 2013      |
| ------------------------------ |
| BARCELONA Campeão (11° titulo) |

## Pós-Jogo
- Com a conquista da torneio pelo Barcelona, Xavi tornou-se o futebolista espanhol com mais títulos oficiais, com 25 conquistas.[3]
- A conquista do Barcelona representou, também, o primeiro título de Neymar com a camisa do clube.[4]